# Чайляхканчи
Чайляхканчи (чечен. Чайжлаьхкинчу) — горная вершина в восточной части Большого Кавказа. Административно находится в Веденском районе Чеченской Республики Российской Федерации. Высота над уровнем моря составляет 1472 метра.

## География
Местность у горы безлесная и ненаселённая. Ближайшие населённые пункты Дарго и Беной-Ведено.
Чайляхканчи находится юго-западнее горы Ашенете, северо-восточнее горы Ахрыизрау.